# Jonathan Steinberg
Jonathan Steinberg (en hebreo: יהונתן שטיינברג‎; Shomria, 1980 o 1981-Kerem Shalom, 7 de octubre de 2023) fue un oficial de las Fuerzas de Defensa de Israel (FDI) con rango de coronel, que en el momento de su muerte se desempeñaba como comandante de la 933.ª Brigada de Infantería «Nahal». Anteriormente se había desempeñado como comandante del Centro de Entrenamiento Táctico de las FDI, comandante de la Brigada Binyamin, comandante asistente de brigada (Operaciones) de la Formación de Acero y comandante del 931.º Batallón.
Murió en combate durante un enfrentamiento con milicianos palestinos en el ataque de Hamás contra Israel de octubre de 2023.

## Biografía
Steinberg estudió en la Yeshivá de la escuela secundaria Horev y en la Yeshivá Ma'ale Eliyahu en Tel Aviv. Se alistó en las Fuerzas de Defensa de Israel (FDI) en agosto de 2000 y fue asignado al 931.º Batallón de la Brigada Nahal. Después de completar el entrenamiento básico, sirvió como soldado de combate en el batallón. Realizó el curso del Cuerpo de Reconocimiento, Inteligencia y Combate de las FDI y completó su educación en la Escuela de Candidatos a Oficiales de las FDI. Al finalizar los cursos regresó al 931.º Batallón, donde fue nombrado comandante de pelotón y participó en operaciones de combate contra milicianos palestinos durante la Segunda Intifada.
Posteriormente, se desempeñó como comandante de compañía en el 931.º Batallón. Entre 2011 y 2012, ocupó el puesto de subcomandante del batallón. Luego, entre 2012 y 2013, trabajó como subcomandante de Brigada (Operaciones) de la Brigada Nahal. Finalmente, fue nombrado secretario militar del jefe de Estado Mayor, cargo que desempeñó entre 2013 y 2015.  En 2019, fue nombrado comandante de la Brigada Binyamin. En 2022, fue asignado como jefe de operaciones tácticas y ocupó este cargo hasta 2023. En mayo fue nombrado comandante de la 933.º Brigada.
Murió tiroteado por milicianos palestinos, el 7 de octubre de 2023 cerca de la localidad de Kerem Shalom, en el curso de los duros combates que tuvieron lugar en la localidad, durante el ataque de Hamás contra las localidades limítrofes de Israel. Se trata de uno de los oficiales israelíes de más alto rango muerto en combate en los últimos años.